# Pheles
Pheles is een geslacht van vlinders uit de familie van de prachtvlinders (Riodinidae), onderfamilie Riodininae.
Pheles werd in 1853 voor het eerst wetenschappelijk beschreven door Herrich-Schäffer.

## Soorten
Pheles omvat de volgende soorten:
- Pheles atricolor (Butler, 1871)
- Pheles bicolor (Godman & Salvin, 1886)
- Pheles eulesca (Dyar, 1909)
- Pheles heliconides Herrich-Schäffer, 1853
- Pheles incerta Staudinger, 1887
- Pheles melanchroia (Felder, C & R. Felder, 1865)
- Pheles ochracea (Stichel, 1910)
- Pheles strigosus (Staudinger, 1876)